# Любов і смерть (мінісеріал)
«Любов і смерть» (англ. Love and Death) — американський мінісеріал, головні ролі в якому зіграли Елізабет Олсен, Лілі Рейб, Крістен Ріттер і Джессі Племенс. Прем'єра відбулася 27 квітня 2023 року на HBO Max.

## Сюжет
В основу сюжету лягла реальна історія, що сталася у 1980-х роках. Зразкова домогосподарка з Техасу Кенді Монтгомері через ревнощі зарубала сокирою свою найкращу подругу.

## У головних ролях
- Елізабет Олсен — Кенді Монтгомері
- Джессі Племенс — Аллан Гор
- Лілі Рейб — Бетті Гор
- Патрік Ф'юджит[en] — Пет Ионтгомері
- Крістен Ріттер — Шеррі Клеклер
- Том Пелфрі — Дон Краудер
- Елізабет Марвел[en] — Джекі Понлер
- Кейр Гілкріст[en] — Рон Адамс

## Виробництво та прем'єра
Проєкт було анонсовано у травні 2021 року. Головна роль спочатку призначалася Елізабет Олсен, у тому ж місяці до акторського складу приєднався Джессі Племонс, у червні — Патрік Ф'юджит, Лілі Рейб, Елізабет Марвел, Том Пелфрі, Крістен Ріттер. Зйомки проходили в Техасі з вересня 2021 по лютий 2022. Прем'єра серіалу відбудеться в 2023 на HBO Max.